# Ferrocarril de Nazaré
El Ferrocarril de Nazaré fue fundado en 1869, y administrado por la Tram Road de Nazareth. La empresa fue creada en 1871, por Alexandre Bittencourt y Juán Luiz Pires Lopes. En el proyecto inicial la ruta partía de la ciudad de Nazaré, popularmente conocida como Nazaré das Farinhas, situada en el Recôncavo bahiano con destino a la ciudad de Jequié, donde llegó en 1927. El primer tramo fue inaugurado en 1875, uniendo Nazaré al distrito de Onha. En un nuevo proyecto fue realizada la ampliación del ferrocarril con la finalidad de alcanzar la Bahía de Todos-os-Santos facilitando el acceso a Salvador. Así, la línea fue extendida hasta São Roque do Paraguaçu, distrito de Maragogipe, alcanzando una longitud de 325 km. Debido a la crisis financiera el Ferrocarril de Nazaré fue oen 1906, por el Estado de Bahía. Solo en 1968, el ferrocarril fue adquirido por el Gobierno Federal e incorporada a Tráfico Férreo Federal del Este Brasileño.